# Voir dire
Voir dire is een Amerikaans begrip voor een ondervraging die voorafgaat aan een juryselectie voor een rechtszaak. Het is de plicht van iedere Amerikaan die ouder is dan 21 om, als hij of zij daartoe opgeroepen wordt, zitting te nemen in een jury bij een rechtszaak. Slechts een enkeling krijgt ontheffing van deze plicht vanwege zijn beroep. 
Een burger die opgeroepen is deze plicht te vullen wordt eerst onderzocht naar zijn geschiktheid als jurylid. Veel Amerikanen proberen zich tijdens de voir dire ongeschikt te betonen om zo onder deze plicht uit te komen. De advocaten hebben een voorkeur voor gewone, makkelijk beïnvloedbare juryleden. 